# Zenia
Zenia é um género botânico pertencente à família Fabaceae.